# Paramount Global
Paramount Global is een Amerikaans gediversifieerd multinationaal massamediaconglomeraat dat is ontstaan uit de fusie van de tweede incarnatie van CBS Corporation en de tweede incarnatie van Viacom op 4 december 2019, die zijn afgesplitst van de eerste incarnatie van Viacom in 2006. Op 16 februari 2022 werd de bedrijfsnaam ViacomCBS gewijzigd in Paramount Global.  Op 7 augustus 2025 werd de overname door Skydance Media afgerond en gaat het bedrijf verder als Paramount Skydance Corporation. Het hoofdkantoor is gevestigd in One Astor Plaza in Midtown Manhattan (New York).

## Activiteiten
Het bedrijf beheert meer dan 170 netwerken en bereikt vanaf 2019 ongeveer 700 miljoen abonnees in ongeveer 180 landen. Een belangrijk deel van de inkomsten wordt behaald met de verkoop van advertenties.
De belangrijkste activa van het bedrijf omvatten de film- en televisiestudio Paramount Pictures, CBS Entertainment Group (bestaande uit het  televisienetwerk CBS, televisiestations en andere activa van het merk CBS), binnenlandse netwerken (bestaande uit in de Verenigde Staten gevestigde basis- en premium kabeltelevisienetwerken waaronder MTV, Nickelodeon, BET, Comedy Central en Showtime), internationale netwerken (bestaande uit internationale versies van binnenlandse ViacomCBS-netwerken en regiospecifieke netwerken), de streamingdiensten van het bedrijf, waaronder Paramount+ en Pluto TV, en de uitgeverij Simon & Schuster. Simon & Schuster werd in 2023 verkocht voor US$ 1,6 miljard aan private-equityfonds Kohlberg Kravis Roberts & Co. (KKR).

### Resultaten
In 2024 was de omzet bijna 30 miljard dollar, waarbij het omzetaandeel van advertenties 35% was en 45% van de omzet kwam uit abonnementen van kabeltelevisiediensten. De belangrijkste kosten werden gemaakt bij het maken van de diverse programma’s. In 2024 werd voor US$ 6 miljard afgeschreven op de waarde van de geactiveerde goodwill. Het jaar werd met een fors verlies afgesloten, maar als alle bijzondere posten worden geëlimineerd dan kwam Paramount uit op een geschoond nettoresultaat van US$ 1,0 miljard.
De opvallende hoge winst in 2021 was mede een gevolg van de verkoop van onroerend goed, dit leverde een bijdrage aan het resultaat van US$ 2 miljard. De verkoopopbrengst werd gebruikt om schulden af te lossen, per jaareinde 2020 stond er voor US$ 19,7 miljard aan schulden uit en een jaar later was dit gedaald naar US$ 17,7 miljard. Op 31 december 2024 was de schuldenlast nog verder gedaald naar US$ 14,5 miljard.
| Jaar | Omzet           | Bedrijfs- resultaat | Netto- resultaat |
| Jaar | (× US$ miljoen) | (× US$ miljoen)     | (× US$ miljoen)  |
| ---- | --------------- | ------------------- | ---------------- |
| 2020 | 25.285          | 4139                | 2422             |
| 2021 | 28.586          | 6297                | 4543             |
| 2022 | 30.154          | 2342                | 1104             |
| 2023 | 29.652          | −451                | −608             |
| 2024 | 29.213          | −5269               | −6190            |

## Aandeelhouders
Er zijn twee aandelenklassen, Class A en Class B. Het belangrijkste verschil tussen de twee is het stemrecht, de A aandelen hebben een stemrecht per aandeel en de B aandelen hebben geen stemrecht. Per 31 december 2021 was National Amusements, Inc. (NAI) veruit de grootste aandeelhouder. NAI heeft ruim driekwart van het stemrecht in handen.
In juli 2024 bereikten Paramount Global en Skydance Media van film- en tv-producent David Ellison een akkoord over een fusie. Er liepen al langere tijd gesprekken, maar de doorbraak kwam toen Paramount-voorzitter Shari Redstone instemde met de verkoop van het aandelenbelang van National Amusements in Paramount voor US$ 2,4 miljard. Toezichthouders, waaronder de Federal Communications Commission (FCC), moeten nog instemmen met de transactie. In oktober 2024 begon Donald Trump een rechtszaak tegen CBS. Hij eiste een schadevergoeding van US$ 10 miljard voor het 60 Minutes-interview van het netwerk met vice-president Kamala Harris.  De rechtszaak had een kleine kans op succes aldus deskundigen vanwege het Eerste amendement van de Grondwet van de Verenigde Staten, die de de vrijheid van meningsuiting of de persvrijheid  garandeert. Begin juli 2025 bereikten partijen overeenstemming, CBS betaalde US$ 16 miljoen, niet direct aan Trump maar ten bate van zijn toekomstige presidentiële bibliotheek. Volgens de Wall Street Journal en de New York Times werd de schikking overeengekomen om de kans op goedkeuring van de fusie tussen Paramount en Skydance Media te vergroten. Dit plan lag nog bij de FCC ter goedkeuring en daarmee had Trump de mogelijkheid de fusie te blokkeren. Op 24 juli 2025 verleende de FCC toestemming voor de transactie met Skydance. Op 7 augustus 2025 werd de transactie afgerond. Na de overname gaat het bedrijf verder onder de naam Paramount Skydance Corporation.  